# عبد الكريم حسن تقي
عبد الكريم حسن أحمد تقي هو شاعر يمني. ولد عام 1943 في مدينة ثلا في محافظة عمران. تلقى تعليمه الابتدائي في مدينة ثلا، والإعدادي والثانوي في تعز. عمل في المجال العسكري ثلاث سنوات، وانتقل للعمل كاتب محكمة في ثلا وشبام كوكبان، وبعد قيام ثورة 26 سبتمبر عام 1962 عمل في مكتب رئاسة الجمهورية حتى 1963. عمل رئيساً لتحرير صحيفة صنعاء من 1972 حتى 2006. وله مساهمات في كتابة القصيدة الغنائية، تغنى بقصائده الفنان علي بن علي الآنسي.